# Sto dni do rozkazu
Sto dni do rozkazu (ros. Сто дней до приказа, Sto dniej do prikaza) – radziecki film dramatyczny z 1990 roku.

## Obsada
- Władimir Zamanski
- Armen Dżigarchanian
- Oleg Wasilkow
- Roman Griekow
- Walerij Troszyn
- Aleksandr Czisłow
- Michaił Sołomatin
- Siergiej Romancow
- Siergiej Bystricki
- Jelena Kondułajnen
- Oleg Chusainow
- Siergiej Siemionow